# Budisavlje
Budisavlje är en ort i Bosnien och Hercegovina.   Den ligger i entiteten Republika Srpska, i den södra delen av landet, 70 km söder om huvudstaden Sarajevo. Budisavlje ligger 874 meter över havet och antalet invånare är 114.
Terrängen runt Budisavlje är kuperad åt sydost, men åt nordväst är den platt.Närmaste större samhälle är Nevesinje, 11,5 km väster om Budisavlje. 
Omgivningarna runt Budisavlje är en mosaik av jordbruksmark och naturlig växtlighet. Runt Budisavlje är det ganska tätbefolkat, med 67 invånare per kvadratkilometer.